# 총참모장 (영국)

총참모장기

총참모장(Chief of the General Staff; CGS)은 영국 육군의 제복군인 최선임자다. 1904년 그 직책이 만들어졌고, 1909년에서 1964년 사이에는 제국총참모장(Chief of the Imperial General Staff; CIGS)이라고 했다. 총참모장은 참모장위원회와 육군이사회에 각각 자리를 가지고 있다. 1959년 이후로 총참모장은 직제상 국방참모총장의 하급자가 되었다.
현임 총참모장은 마크 칼튼스미스 대장이다.